# فلوريان هارت
فلوريان هارت (بالألمانية: Florian Hart)‏ (11 مايو 1990 لينتس النمسا - ) هو لاعب كرة قدم نمساوي يلعب كلاعب وسط.

## وصلات خارجية
فلوريان هارت على موقع قاعدة بيانات كرة القدم.إي يو (الإنجليزية)
- فلوريان هارت على موقع Soccerway.com (الإنجليزية)
- فلوريان هارت على موقع عالم كرة القدم.نت (الإنجليزية)